# Vilmos Kertész
Vilmos Kertész   (Vieska nad Žitavou, 21 de març de 1890 - Sydney, 1962) és un exfutbolista hongarès de la dècada de 1910, d'origen jueu.
Fou 47 cops internacional amb la selecció hongaresa amb la qual participà en els Jocs Olímpics d'Estiu de 1912 i 1924. Pel que fa a clubs, defensà els colors de MTK Budapest.